# Петрова Ольга Євгенівна
Ольга Євгенівна Петрова (рос. Ольга Евгеньевна Петрова; нар. 9 липня 1986, Морки, Марійська АРСР, РРФСР) — російська футболістка, півзахисниця. Виступала за збірну Росії.

## Життєпис
Почала займатися футболом у Марій Ел (Юбілейний) в команді хлопчиків під керівництвом свого батька Євгена Петрова.
У дорослому футболі з 2001 року, перша команда «Єсенія-СФАТ» (Рибне) з Рязанської області. З 2004 року виступала за клуб «Росіянка», де провела більшу частину кар'єри, неодноразово ставала чемпіонкою та володаркою Кубку Росії.
Навесні 2014 року виступала в Німеччині за «Вольфсбург», але зіграла тільки два матчі за другий склад клубу. Наприкінці кар'єри провела два сезони в клубі «Рязань-ВДВ».

## Досягнення

### Клубні
- Чемпіонат Росії
  -  Чемпіон (4): 2005, 2006, 2010, 2011/12

- Кубок Росії
  -  Володар (6): 2005, 2006, 2008, 2009, 2010, 2014

- Кубок Альбени
  -  Володар (2): 2005, 2006

- Чемпіонат Європи серед дівчат (WU-19)
  -  Чемпіон (1): 2005

### Особисті
- Майстер спорту Росії міжнародного класу
- Найкраща футболістка чемпіонату Росії: 2011/12

## Статистика виступів

### Клубна
| Клуб                            | Сезон             | Чемпіонат | Чемпіонат | Кубок | Кубок | Еврокубки | Еврокубки | Інші  | Інші | Усього | Усього |
| Клуб                            | Сезон             | Матчі     | Голи      | Матчі | Голи  | Матчі     | Голи      | Матчі | Голи | Матчі  | Голи   |
| ------------------------------- | ----------------- | --------- | --------- | ----- | ----- | --------- | --------- | ----- | ---- | ------ | ------ |
| «Єнісея-СФАТ» (Рибне)           | 2001              | ?         | 14        | -     | -     | -         | -         | -     | -    | ?      | 14     |
| «Єнісея-СФАТ» (Рибне)           | Усього            | ?         | 14        | -     | -     | -         | -         | -     | -    | ?      | 14     |
| «Надія» (Ногінськ)              | 2003              | ?         | 1         | -     | -     | -         | -         | -     | -    | ?      | 1      |
| «Надія» (Ногінськ)              | Усього            | ?         | 1         | -     | -     | -         | -         | -     | -    | ?      | 1      |
| «Росіянка» (Московська область) | 2004              | ?         | -         | ?     | 1     | -         | -         | -     | -    | ?      | 1      |
| «Росіянка» (Московська область) | 2005              | ?         | 1         | -     | -     | -         | -         | -     | -    | ?      | 1      |
| «Росіянка» (Московська область) | 2006              | ?         | 5         | ?     | 1     | ?         | ?         | -     | -    | ?      | 6      |
| «Росіянка» (Московська область) | 2007              | ?         | 9         | ?     | 9     | 7         | 3         | -     | -    | ?      | 21     |
| «Росіянка» (Московська область) | 2008              | 18        | 7         | 3     | 1     | -         | -         | -     | -    | 21     | 8      |
| «Росіянка» (Московська область) | 2009              | 11        | 3         | 3     | 2     | 7         | 3         | -     | -    | 21     | 8      |
| «Росіянка» (Московська область) | 2010              | 23        | 9         | 2     | 1     | 6         | 2         | -     | -    | 31     | 12     |
| «Росіянка» (Московська область) | 2011/2012         | 28        | 12        | 2     | 1     | 5         | -         | -     | -    | 35     | 13     |
| «Росіянка» (Московська область) | 2012/2013         | 14        | 3         | -     | -     | 6         | -         | -     | -    | 20     | 3      |
| «Росіянка» (Московська область) | 2013              | 12        | 2         | -     | -     | 2         | -         | -     | -    | 14     | 2      |
| «Росіянка» (Московська область) | Усього            | ?         | 51        | ?     | 16    | ?         | 8         | -     | -    | ?      | 75     |
| «Вольфсбург»                    | 2014              | -         | -         | -     | -     | -         | -         | 4     | 1    | 4      | 1      |
| «Вольфсбург»                    | Усього            | -         | -         | -     | -     | -         | -         | 4     | 1    | 4      | 1      |
| «Рязань-ВДВ» (Рязань)           | 2014              | 13        | 2         | 3     | 1     | 2         | -         | -     | -    | 18     | 3      |
| «Рязань-ВДВ» (Рязань)           | 2015              | 6         | 2         | -     | -     | -         | -         | -     | -    | 6      | 2      |
| «Рязань-ВДВ» (Рязань)           | Усього            | 19        | 4         | 3     | 1     | 2         | -         | -     | -    | 24     | 5      |
| Усього за кар'єру               | Усього за кар'єру | ?         | 70        | ?     | 17    | ?         | 8         | 4     | 1    | ?      | 96     |

### Збірна Росії
- Чемпіонати світу та Європи

| Турнір  | Відбірковий етап | Відбірковий етап | Фінальна частина | Фінальна частина | Загалом | Загалом |
| Турнір  | Матчі            | Голи             | Матчі            | Голи             | Матчі   | Голи    |
| ------- | ---------------- | ---------------- | ---------------- | ---------------- | ------- | ------- |
| ЧЄ-2009 | 6                | 1                | 3                | -                | 9       | 1       |
| ЧС-2011 | 6                | 1                | -                | -                | 6       | 1       |
| ЧЄ-2013 | 12               | 4                | 3                | -                | 15      | 4       |
| ЧС-2015 | 8                | -                | -                | -                | 8       | -       |
| Загалом | 32               | 6                | 6                | -                | 38      | 6       |

- Товариські матчі

| Рік    | Матчі | Голи |
| ------ | ----- | ---- |
| 2007   | 2     | -    |
| 2008   | 3     | 1    |
| 2009   | 7     | 1    |
| 2010   | 1     | 1    |
| 2011   | 10    | 1    |
| 2012   | 2     | -    |
| 2013   | 9     | -    |
| 2014   | 4     | -    |
| Усього | 38    | 4    |

- Загалом 76 матчів/10 голів.